# 林鳳祥
林鳳祥（1825年—1855年），一作林鳳翔，廣東潮州府揭陽縣人，壯族，太平天國將領，1853年奉命與李開芳帶兵北伐，意圖攻佔北京，因孤軍深入而失敗，1855年為清軍俘獲，不久被處死。後被追封為求王。

## 生平
林鳳祥于道光二十八年（1848年）因打死人，由揭陽縣逃到廣西潯州府桂平縣白沙一帶，後加入拜上帝會。從金田起義開始，林鳳祥在太平軍中經常充當先鋒，多立戰功，1853年1月帶頭攻入武昌，升為天官副丞相，3月攻入南京，隨後又攻取揚州。
同年5月，太平天國命林鳳祥、李開芳率兵20,000多人北伐。當時太平軍北伐目標是佔領天津，然後等待援軍，再取北京。北伐軍從揚州出發，渡過黃河，攻入山西，又回兵東下臨洺關，大敗直隸總督訥爾經額部，向北京進軍。10月，當北伐軍抵達張登時，北京城內人心惶惶，消息傳到天京，林鳳祥獲封靖胡侯。10月末，北伐軍停留在靜海。由於清廷在北京一帶集中了優勢兵力，加上南方人不習慣北方寒冬，令北伐軍處于劣勢。1854年2月北伐軍被迫南退至阜城，5月再退至連鎮（今河北省東光縣內），林鳳祥聞知天京派來的援軍到達山東，派李開芳分兵南移高唐州迎接援軍。在李開芳會合援軍前，援軍已經潰散，李開芳只好固守高唐州。
清軍分別在連鎮和高唐州圍困北伐軍，兩地的北伐軍無法聯絡，堅守多月後，因糧盡而逐漸不支。期間太平天國曾經派了第二支援軍，被清軍所阻而放棄北上。1855年3月，清將僧格林沁攻下連鎮，林鳳祥受傷被俘，不久被押到北京菜市口法場凌遲處死。行刑過程中，他雙目直視，自始至終未曾發一言。李開芳其後亦兵敗被俘及處死，太平天國的北伐以失敗告終。